# Granat RPG-40
RPG-40 – radziecki, ręczny granat przeciwpancerny o działaniu burzącym. 
Ważył 1,1 kg, miał 20 cm długości i 9,5 cm średnicy, wyposażony był w zapalnik uderzeniowy. Przebijał pancerz o grubości 20 do 25 mm; ze względu na niską przebijalność był skuteczniejszy jako granat zaczepny (w roli granatu przeciwpancernego zastąpiony przez kumulacyjne granaty RPG-43 i RPG-6). Pozostawał na wyposażeniu do końca II wojny światowej, używany głównie do niszczenia stanowisk umocnionych. Wadą był mały zasięg rzutu.